# Авдеєнко Юрій Петрович
Авдеєнко Юрій Петрович (нар. 24 листопада 1962, Горлівка, УРСР) — радянський та український футболіст, нападник, український арбітр.

## Кар'єра гравця
Вихованець ДЮСШ міста Горлівки, першим тренером був А. П. Мальцев. У 1981 році провів 10 матчів за «Угольок». З 1982 по 1984 рік грав за «Восток», у 61-ій зустрічі забив 12 м'ячів. У 1984 році перебував у складі «Кайрата», однак на поле не виходив.
З 1985 по 1986 рік захищав кольори «Цілинника», в 54 матчах забив 20 м'ячів. У 1987 році знову виступав за клуб з Горлівки, який тепер мав назву «Шахтар», в 30 поєдинках відзначився 15 голами. Потім з 1987 по 1988 рік виступав за ворошиловградську «Зорю», провів 62 зустрічі та забив 16 м'ячів. У сезоні 1989 року виступав за «Кубань», у 30 матчах першості забив 5 голів, ще 1 поєдинок зіграв у Кубку СРСР.
У 1990 році захищав кольори ставропольського «Динамо», в 24 матчах забив 7 м'ячів. Сезон 1991 року провів у «Кайраті», зіграв 33 поєдинки та забив 10 м'ячів. У 1992 році виступав за угорський «Халадаш», зіграв 8 матчів у Вищій лізі Угорщини. У вищій лізі чемпіонату України Ю.Авдеєнко з'явився під час зимової перерви сезону 1992/93 років у луганській «Зорі-МАЛС». Фактично гравця запросив у команду Анатолій Куксов. На той момент луганчани за підсумками попереднього сезону зберегли прописку у вищій лізі і закріпилися в середині турнірної таблиці.
За рік перебування в «Зорі-МАЛС» (весна сезону 1992/93 - осінь сезону 1993/94) Юрій Петрович провів 15 матчів і зробив внесок у те, щоб команда вдруге поспіль залишилася в елітному дивізіоні чемпіонату України. Провівши один матч у кубку України, Авдеєнко допоміг луганцям у сезоні 1993/1994 років дійти до 1/8 фіналу. Під час зимової перерви сезону 1993/94 років Авдеєнко залишив команду і більше у вищій лізі чемпіонату України не виступав.

## Після завершення кар'єри
Після завершення кар'єри гравця працював футбольним арбітром з 1994 по 2004 роки, обслуговував матчі першості Луганської області, Другої та Першої ліг України, отримав першу національну категорію. Потім працював інспектором ФФУ від Луганської обласної федерації футболу, обслуговував матчі Другої та Першої ліг. Нині продовжує працювати в Луганській обласній федерації, а також є одним з керівників луганської ДЮСШ «Юність».

## Стиль гри
|  | Таранного типу форвард з добре поставленим ударом, хорошою швидкістю. Відмінно грав головою, вигравав практично всі верхові дуелі, міг самостійно вирішити долю поєдинку |

.

## Особисте життя
Має молодшого брата, Андрія Авдеєнка, який був також професійним футболістом.